# Shorttrack-Europameisterschaften 2021
Die Shorttrack-Europameisterschaften 2021 waren die 25. Auflage der Shorttrack-Europameisterschaften und fanden vom 22. bis zum 24. Januar 2021 in der Hala Olivia in der polnischen Stadt Danzig statt. Ausrichter war die Internationale Eislaufunion (ISU).
Nach einer fast einjährigen Wettkampfpause aufgrund der COVID-19-Pandemie bildeten die Europameisterschaften den Auftakt der Shorttrack-Saison 2020/21. Erfolgreichste Teilnehmerin war die Niederländerin Suzanne Schulting, die vier Goldmedaillen gewann, darunter den Titel im Mehrkampf. Bei den Männern entschied Semjon Jelistratow aus Russland zwei Einzelrennen sowie die Mehrkampf-Gesamtwertung für sich.

## Hintergrund und Teilnehmer
| Teilnehmende Nationen   | Teilnehmende Nationen | Teilnehmende Nationen |
| Land                    | Frauen                | Männer                |
| ----------------------- | --------------------- | --------------------- |
| Belarus                 | 4                     | 4                     |
| Belgien                 | 2                     | 5                     |
| Bosnien und Herzegowina | 0                     | 2                     |
| Bulgarien               | 4                     | 1                     |
| Deutschland             | 4                     | 5                     |
| Frankreich              | 5                     | 5                     |
| Irland                  | 0                     | 1                     |
| Israel                  | 0                     | 1                     |
| Italien                 | 5                     | 5                     |
| Kroatien                | 2                     | 2                     |
| Lettland                | 1                     | 4                     |
| Luxemburg               | 0                     | 1                     |
| Niederlande             | 5                     | 5                     |
| Österreich              | 0                     | 2                     |
| Polen                   | 5                     | 4                     |
| Russland                | 5                     | 5                     |
| Schweiz                 | 0                     | 1                     |
| Serbien                 | 0                     | 1                     |
| Slowakei                | 2                     | 0                     |
| Slowenien               | 0                     | 1                     |
| Tschechien              | 4                     | 2                     |
| Türkei                  | 0                     | 5                     |
| Ukraine                 | 5                     | 2                     |
| Ungarn                  | 5                     | 5                     |

Nach der Absage der Shorttrack-Weltmeisterschaften 2020 und des gesamten Shorttrack-Weltcups 2020/21 wegen der COVID-19-Pandemie waren die Europameisterschaften 2021 die erste internationale Shorttrack-Veranstaltung nach fast einem gesamten Kalenderjahr ohne Wettkämpfe. Der Weltverband ISU (International Skating Union) sprach in einer Pressemitteilung von einer „außergewöhnlichen Periode der Ungewissheit“, aufgrund derer es schwer sei, den Ablauf der Meisterschaften vorherzusagen. Als Favoriten machte die ISU bei den Frauen die niederländische Titelverteidigerin Suzanne Schulting aus, bei den Männern vor allem die ungarischen Brüder Shaolin Sándor und Shaoang Liu.
Für die Europameisterschaften waren 127 Sportler (58 Frauen, 69 Männer) aus 24 verschiedenen Ländern gemeldet. Nicht am Start war das gesamte britische Shorttrack-Team um die zehnmalige Europameisterin Elise Christie. Der britische Verband begründete seinen Rückzug mit der Furcht, wegen der pandemiebedingten Reisebeschränkungen in Polen zu stranden und die Vorbereitungen auf die Weltmeisterschaften zu gefährden. Ebenfalls mit der Konzentration auf die WM erklärte die italienische 500-Meter-Olympiasiegerin Arianna Fontana ihre Absage. Lara van Ruijven, Teil der siegreichen niederländischen Staffel bei den Europameisterschaften 2020, war im Juli des Vorjahres verstorben.
Das deutsche Team bestand aus vier Frauen und fünf Männern, wobei Anna Seidel und Gina Jacobs sowie Adrian Lüdtke und Christoph Schubert zu den Einzelrennen antraten. Für Österreich waren fünf Männer gemeldet, darunter Nico und Dominic Andermann für die Einzelwettkämpfe. Der einzige Schweizer Vertreter war Thibault Métraux.

## Ablauf

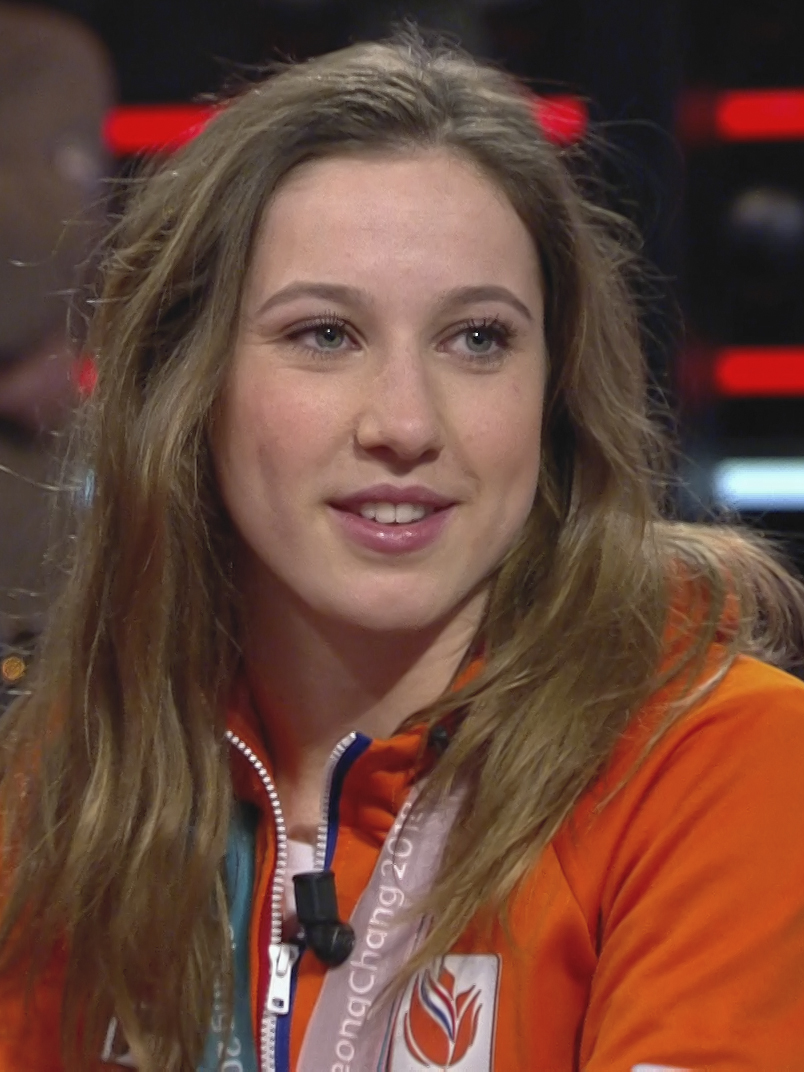
Suzanne Schulting war mit vier Goldmedaillen erfolgreichste Teilnehmerin der Europameisterschaften.

Im Rahmen der Shorttrack-EM 2021 wurden Einzelrennen über 500 Meter, 1000 Meter, 1500 Meter und 3000 Meter (jeweils Frauen und Männer) sowie Staffeln über 3000 Meter (Frauen) und 5000 Meter (Männer) gelaufen. Die Finalteilnehmer auf jeder Einzelstrecke erhielten gemäß ihrer Platzierung Punkte, die zusammengerechnet eine Gesamtwertung ergaben. Die besten acht Athleten dieser Wertung nach den ersten drei gelaufenen Distanzen qualifizierten sich für das Superfinale über 3000 Meter. Die Erstplatzierten dieses Superfinals erhielten – anders als auf den anderen Einzelstrecken – keine eigenen Medaillen, sodass insgesamt zehn Europameistertitel vergeben wurden: pro Geschlecht je drei auf den Einzelstrecken bis 1500 Meter, einer im Mehrkampf und einer in den Staffeln.
Bei den Frauen entschied Suzanne Schulting die Wettkämpfe über 500, 1000 und 1500 Meter für sich. Im 3000-Meter-Superfinale wurde sie ohne Ergebnis gewertet, da sie versucht hatte, ihrer Teamkollegin Selma Poutsma mit einem Schubs zu helfen. Die Europameisterschafts-Gesamtwertung führte Schulting dennoch wie schon 2019 und 2020 an, ihr Vorsprung auf die zweitplatzierte Anna Seidel betrug fast 50 Punkte und war damit größer als bei ihren Vorjahressiegen. In der Staffel stürzte Schulting, die Niederländerinnen verpassten die Titelverteidigung und gewannen die Silbermedaille hinter dem französischen Team, das zum ersten Mal in der Shorttrack-Geschichte ein Staffelrennen bei einem Großereignis für sich entschied. Ursprünglich hatten die Russinnen die Ziellinie als Erste erreicht, waren aber wegen eines Fouls an der niederländischen Staffel disqualifiziert worden.
An der Spitze der Männer-Gesamtwertung lag nach den vier Einzelrennen der Russe Semjon Jelistratow, der zuletzt 2017 Europameister im Mehrkampf geworden war. Jelistratow gewann zudem die Goldmedaillen über 1000 Meter und 1500 Meter, während sein Landsmann Konstantin Iwlijew über 500 Meter triumphierte. Zuvor hatte Iwlijew in seiner Karriere nie die ersten 15 Plätze eines Weltcuprennens erreicht. Das Gleiche galt für den Italiener Pietro Sighel, der mit dem ersten Platz im 3000-Meter-Superfinale auf den zweiten Rang der Gesamtwertung vorrückte und sich von dem Gewinn der Mehrkampf-Silbermedaille überrascht zeigte. Im 5000-Meter-Staffelrennen kontrollierten die Niederländer um den nach einer zweijährigen Wettkampfpause zurückgekehrten Sjinkie Knegt das Geschehen und kamen als Erste ins Ziel.

## Ergebnisse

### Frauen
| Wettbewerb             | Gold                                                                               | Gold         | Silber                                                                                        | Silber       | Bronze                                                                                 | Bronze       |
| Wettbewerb             | Athletin                                                                           | Leistung     | Athletin                                                                                      | Leistung     | Athletin                                                                               | Leistung     |
| ---------------------- | ---------------------------------------------------------------------------------- | ------------ | --------------------------------------------------------------------------------------------- | ------------ | -------------------------------------------------------------------------------------- | ------------ |
| 500 Meter              | Suzanne Schulting                                                                  | 0:43,317 min | Natalia Maliszewska                                                                           | 0:43,441 min | Xandra Velzeboer                                                                       | 0:43,474 min |
| 1000 Meter             | Suzanne Schulting                                                                  | 1:28,573 min | Selma Poutsma                                                                                 | 1:28,873 min | Anna Seidel                                                                            | 1:29,357 min |
| 1500 Meter             | Suzanne Schulting                                                                  | 2:24,446 min | Anna Seidel                                                                                   | 2:24,777 min | Sofja Proswirnowa                                                                      | 2:25,468 min |
| 3000 Meter Superfinale | Sofja Proswirnowa                                                                  | 5:37,076 min | Anna Seidel                                                                                   | 5:37,210 min | Jekaterina Jefremenkowa                                                                | 5:37,561 min |
| 3000 Meter Staffel     | FrankreichGwendoline Daudet Tifany Huot-Marchand Aurélie Lévêque Aurélie Monvoisin | 4:17,135 min | NiederlandeSuzanne Schulting Rianne de Vries Xandra Velzeboer Selma Poutsma Georgie Dalrymple | 4:23,161 min | ItalienMartina Valcepina Cynthia Mascitto Arianna Sighel Gloria Ioriatti Elena Viviani | 4:28,234 min |
| Gesamtwertung          | Suzanne Schulting                                                                  | 102 Punkte   | Anna Seidel                                                                                   | 55 Punkte    | Sofja Proswirnowa                                                                      | 53 Punkte    |

### Männer
| Wettbewerb             | Gold                                                                                  | Gold         | Silber                                                                    | Silber       | Bronze                                                                                      | Bronze       |
| Wettbewerb             | Athlet                                                                                | Leistung     | Athlet                                                                    | Leistung     | Athlet                                                                                      | Leistung     |
| ---------------------- | ------------------------------------------------------------------------------------- | ------------ | ------------------------------------------------------------------------- | ------------ | ------------------------------------------------------------------------------------------- | ------------ |
| 500 Meter              | Konstantin Iwlijew                                                                    | 0:40,779 min | Pietro Sighel                                                             | 0:40,896 min | Itzhak de Laat                                                                              | 0:41,056 min |
| 1000 Meter             | Semjon Jelistratow                                                                    | 1:24,885 min | John-Henry Krueger                                                        | 1:25,232 min | Itzhak de Laat                                                                              | 1:25,280 min |
| 1500 Meter             | Semjon Jelistratow                                                                    | 2:18,384 min | Denis Airapetjan                                                          | 2:18,521 min | Sjinkie Knegt                                                                               | 2:18,561 min |
| 3000 Meter Superfinale | Pietro Sighel                                                                         | 4:56,498 min | Itzhak de Laat                                                            | 4:56,890 min | John-Henry Krueger                                                                          | 4:57,226 min |
| 5000 Meter Staffel     | NiederlandeItzhak de Laat Dylan Hoogerwerf Sjinkie Knegt Jens van ’t Wout Friso Emons | 6:56,420 min | ItalienYuri Confortola Pietro Sighel Luca Spechenhauser Andrea Cassinelli | 6:56,544 min | RusslandSemjon Jelistratow Pawel Sitnikow Daniil Jeibog Konstantin Iwlijew Denis Airapetjan | 6:56,653 min |
| Gesamtwertung          | Semjon Jelistratow                                                                    | 71 Punkte    | Pietro Sighel                                                             | 55 Punkte    | Itzhak de Laat                                                                              | 55 Punkte    |

## Medaillenspiegel
| Platz  | Land        | Gold | Silber | Bronze | Gesamt |
| ------ | ----------- | ---- | ------ | ------ | ------ |
| 1      | Niederlande | 5    | 2      | 5      | 12     |
| 2      | Russland    | 4    | 1      | 3      | 8      |
| 3      | Frankreich  | 1    | –      | –      | 1      |
| 4      | Italien     | –    | 3      | 1      | 4      |
| 5      | Deutschland | –    | 2      | 1      | 3      |
| 6      | Polen       | –    | 1      | –      | 1      |
| 6      | Ungarn      | –    | 1      | –      | 1      |
| Gesamt | Gesamt      | 10   | 10     | 10     | 30     |